# 57e cérémonie des British Academy Television Awards
Pour la cérémonie des BAFTAs récompensant le cinéma, voir la 63e cérémonie des British Academy Film Awards.
La 57e cérémonie des British Academy Television Awards s'est déroulée le 6 juin 2010. Elle a été organisée par la British Academy of Film and Television Arts, récompensant les programmes diffusés à la télévision britannique au cours de la saison 2009-2010.

## Palmarès

### Interprétation

#### Meilleur acteur
- Kenneth Branagh pour le rôle de Kurt Wallander dans Les Enquêtes de l'inspecteur Wallander (Wallander)
  - Brendan Gleeson pour le rôle de Winston Churchill dans Into The Storm
  - John Hurt pour le rôle de Quentin Crisp dans An Englishman in New York
  - David Oyelowo pour le rôle de Gilbert dans Small Island

#### Meilleure actrice
- Julie Walters pour le rôle de Mo Mowlam dans Mo
  - Helena Bonham Carter pour le rôle de Enid Blyton dans Enid
  - Sophie Okonedo pour le rôle de Winnie Mandela dans Mrs Mandela
  - Julie Walters pour le rôle du Dr Anne Turner dans A Short Stay In Switzerland

#### Meilleur acteur dans un second rôle
- Matthew Macfadyen pour le rôle de Joe Miller dans Criminal Justice
  - Benedict Cumberbatch pour le rôle de Bernard dans Small Island
  - Tom Hollander pour le rôle de Monty Banks dans Gracie!
  - Gary Lewis pour le rôle d'Adam Ingram dans Mo

#### Meilleure actrice dans un second rôle
- Rebecca Hall pour le rôle de Paula Garland dans The Red Riding Trilogy 1974
  - Sophie Okonedo pour le rôle de Jack Woolf dans Criminal Justice
  - Lauren Socha pour le rôle de Lauren dans The Unloved
  - Imelda Staunton pour le rôle de  dans Cranford

#### Meilleure interprétation dans un divertissement
- Anthony McPartlin et Declan Donnelly dans I'm a Celebrity… Get Me Out of Here!
  - Stephen Fry dans QI
  - Harry Hill dans Harry Hill's TV Burp
  - Michael McIntyre dans Michael McIntyre's Comedy Roadshow

#### Meilleure interprétation masculine dans un rôle comique
- Peter Capaldi pour le rôle de Malcolm Tucker dans The Thick of It
  - Simon Bird dans Les Boloss : Loser attitude
  - Hugh Dennis dans Outnumbered Christmas Special
  - David Mitchell dans Peep Show

#### Meilleure interprétation féminine dans un rôle comique
- Rebecca Front pour le rôle de Nicola Murray dans The Thick of It
  - Jo Brand dans Getting On
  - Miranda Hart dans Miranda
  - Joanna Scanlan dans Getting On

### Drames

#### Meilleure série dramatique
- Misfits
  - Being Human : La Confrérie de l'étrange (Being Human)
  - MI-5 (Spooks)
  - The Street

#### Meilleur téléfilm dramatique
- The Unloved
  - A Short Stay in Switzerland
  - Five Minutes of Heaven
  - Mo

#### Meilleure mini-série dramatique
- Occupation
  - The Red Riding Trilogy
  - Small Island
  - Unforgiven

#### Meilleur feuilleton dramatique
- EastEnders
  - The Bill
  - Casualty
  - Coronation Street

### Comédies

#### Meilleure sitcom
- The Thick of It
  - Les Boloss : Loser attitude
  - Miranda
  - Peep Show

#### Meilleure série comique
- The Armstrong and Miller Show
  - The Kevin Bishop Show
  - Stewart Lee's Comedy Vehicle
  - That Mitchell and Webb Look

#### Meilleur programme de divertissement
- Britain's Got Talent
  - The Graham Norton Show
  - Harry Hill's TV Burp
  - Newswipe with Charlie Brooker

### Autres programmes

#### Meilleure série internationale
- Mad Men
  - Les Griffin (Family Guy)
  - Nurse Jackie
  - True Blood

#### Meilleure série factuelle
- One Born Every Minute
  - Blood, Sweat and Takeaways
  - The Family
  - Who Do You Think You Are?

#### Meilleur programme factuel
- Inside Nature's Giants
  - Art of Russia
  - Chemistry: A Volatile History
  - Yellowstone

#### Meilleur documentaire
- Wounded
  - Katie: My Beautiful Face
  - Louis Theroux: A Place for Paedophiles
  - Tsunami: Caught on Camera

#### Meilleur programme spécialisé
- Masterchef: The Professionals
  - The Choir: Unsung Town
  - Heston's Feasts
  - James May's Toy Stories

#### Meilleur programme d'actualités
- Dispatches - Terror in Mumbai
  - Dispatches - Afghanistan: Behind Enemy Lines
  - Generation Jihad
  - This World - Gypsy Child Thieves

#### Meilleur reportage d'information
- Haiti
  - The Haiti Earthquake
  - Haiti Earthquake
  - Pakistan: Terror's Frontline

#### Meilleure émission sportive
- World Athletics Championships
  - F1 - The Brazilian Grand Prix
  - FA Cup Final
  - UEFA Champions League Live

#### Meilleur nouveau média
- Virtual Revolution
  - Antony Gormley's One & Other
  - Life Begins (One Born Every Minute)
  - Primeval Evolved

### Prix spéciaux

#### YouTube Audience Award
- Les Boloss : Loser attitude
  - Britain's Got Talent
  - Glee
  - The One Show
  - The X Factor
  - Unforgiven

#### Special Award
- Simon Cowell

#### BAFTA Fellowship
- Melvyn Bragg